# Réservoir Vartry
Le réservoir Vartry (en irlandais : Taiscumar Fheartraí) est un lac de barrage à Roundwood dans le comté de Wicklow en Irlande situé sur le cours du fleuve Vartry. Il alimente l'agglomération de Dublin en eau courante et est géré par les autorités locales de la ville. Un premier réservoir est achevé en 1863 puis complété en 1924 par un second, 3,5 km en amont, pour accroître sa capacité.